# ازینژ
ازینژ (به هلندی: Ezinge) یک منطقهٔ مسکونی در هلند است که در وینسوم واقع شده‌است. ازینژ ۰٫۵۹ کیلومتر مربع مساحت و ۷۵۰ نفر جمعیت دارد.